# Chicken (película)
Chicken es una película neozelandesa de comedia de 1996, dirigida por Grant Lahood, que a su vez la escribió, musicalizada por Michelle Scullion, en la fotografía estuvo Allen Guilford y los protagonistas son Bryan Marshall, Martyn Sanderson y Cliff Curtis, entre otros. El filme fue realizado por Keirfilm, New Zealand Film Commission y Senator Film Produktion; se estrenó el 22 de abril de 1996.

## Sinopsis
Dwight Serrento, llegó a ser una estrella del pop, pero ahora solo se dedica a realizar comerciales de pollo frito. Para resucitar su carrera escenifica su propio fallecimiento. Desgraciadamente, Zeke, un hombre amante de las gallinas, se da cuenta de que Dwight no murió, él está dispuesto a destruirlo a modo de venganza por las aves muertas.